# Wiskitki
Wiskitki ist eine Stadt im Powiat Żyrardowski in der polnischen Woiwodschaft Masowien, Polen. Die Stadt ist gleichzeitig Sitz der Stadt-und-Land-Gemeinde Gmina Wiskitki.

## Geographie
Wiskitki liegt 5 km nordwestlich von Żyrardów und 44 km westlich von Warschau.

## Geschichte
Von Januar 1940 bis Februar 1941 existierte in Wiskitki ein Lager. Von dort gingen Transporte nach Warschau (siehe Liste der Ghettos in der Zeit des Nationalsozialismus). Die Stadtrechte wurden 1870 entzogen und zum 1. Januar 2021 wiederverliehen.

## Verkehr
Die Autostrada A2 verläuft in geringer Entfernung nördlich und die Landesstraße 50 in geringer Entfernung westlich. Im Ortsteil Jesionka liegen die Haltepunkte Jesionka und Sucha Żyrardowska an der Bahnstrecke Warszawa–Katowice.